# Stormsrivier
Stormsrivier (Storms River en anglais) est un village d'Afrique du Sud situé dans la province du Cap-Oriental et géré par la municipalité locale de Kou-Kamma, dans le district de Sarah Baartman. 
Stormsrivier se compose d'un village de vacances et de résidences secondaires ainsi que d'un township. 

## Localisation
Stormsrivier est situé sur la route nationale N2, sur la section connue sous le nom de « route des Jardins » (Garden Route), à l'entrée du parc national de Tsitsikamma. 

## Démographie
En 2011, sa population est de 1 670 habitants.
La majorité des habitants vit dans le township situé à l'ouest et au sud-ouest du village de vacances.